# نجرؤ الدفاع عن حقوقنا

ختم ولاية ألاباما (1868–1939)

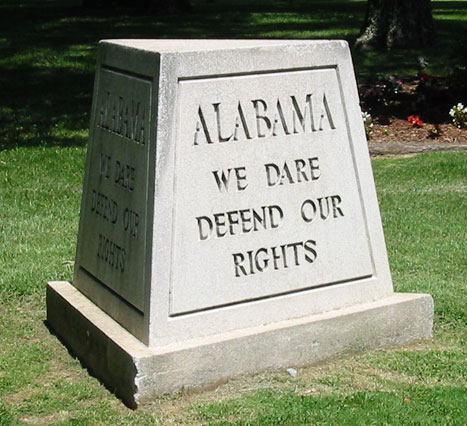
شعار ولاية ألاباما

Audemus jura nostra defendere : (وبالأنجليزية "We Dare Defend Our Rights" أو "We Dare Maintain Our Rights") وهي عبارة لاتينية تعني «نجرؤ الدفاع عن حقوقنا» أو «نجرؤ الحفاظ على حقوقنا» وهي شعار ولاية ألاباما والموجود على شعار النبالة الرسمي لولاية ألاباما والذي تم الانتهاء منه في 1923.

## تاريخ الشعار
تم أضافته لشعارالنبالة في 1923 في 1923. وتم اعتماده كشعار رسمي لولاية الاباما في 1939. بدلا من الشعار الأول للولاية "Here We Rest" (بالعربية: «هنا نرتاح»)الذي أعتمد من قبل المجلس التشريعي للولاية في عصر إعادة الإعمار في 29 ديسمبر 1868.
تم اقتباس هذا الشعار من قصيدة "An Ode in Imitation of Alcaeus," وتعرف ب"?What constitutes a State" أو «ما يشكل دولة؟» والتي نشرت في 1781 بواسطة المستشرق وليم جونز والتي تمثل نظرته عن الحكومة والأخلاق والتي اعتبرت من قبل العلماء أنها أعظم قصيدة سياسية. وفيها ينتقد الفساد وسوء أستغلال السلطة. تم تعديل الكلامات لتستخدم كشعار من قبل ماري بانكهد أوين رئيسة قسم الأرشيف والتاريخ لولاية ألاباما.تم ترجمة القصيدة لاحقا إلي اللاتينية في جامعة ألاباما.